# Eustácio (filósofo)

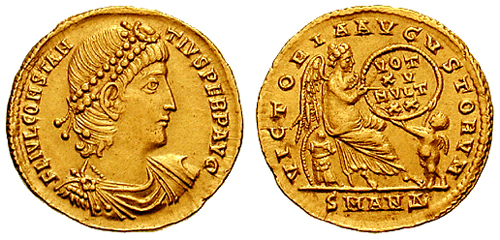
Soldo de r.

Eustácio (em grego: Εὐστάθιος; romaniz.: Eustathios; em latim: Eusthatius) foi um filósofo romano do século IV. Nativo da Capadócia, era parente de Edésio, cuja propriedade na Capadócia administrou durante sua ausência, e esposo de Sosípatra com que teve três filhos dos quais um era Antonino. Era pagão e um discípulo de Jâmblico. Em data desconhecida escreveu um comentário sobre as Categorias de Aristóteles.
Em 355/356, esteve em Antioquia e em 357/358 foi enviado pelo imperador Constâncio II (r. 337–361) numa embaixada ao Império Sassânida do xá Sapor II (r. 309–379) ao lado de Espectato e Próspero. Durante o reinado de Juliano, o Apóstata (r. 361–363), visitou Constantinopla sob convite imperial.